# Squalius orpheus
Squalius orpheus är en fiskart som beskrevs av Maurice Kottelat och Economidis 2006. Squalius orpheus ingår i släktet Squalius och familjen karpfiskar. IUCN kategoriserar arten globalt som livskraftig. Inga underarter finns listade i Catalogue of Life.